# Momauk
Momauk är en kommun i Myanmar. Den ligger i delstaten Kachin och distriktet Bhamo i den norra delen av landet, 500 km norr om huvudstaden Naypyidaw. Antalet invånare i kommunen utgjorde 62 914 vid folkräkningen 2014.
Momauk har två stycken sub-townships:
| Nr | Sub-Township | Folkmängd |
| -- | ------------ | --------- |
| 1  | Dotphoneyan  | 11 313    |
| 2  | Lwegel       | 10 039    |